# Knut Backhaus
Knut Backhaus (* 27. Juli 1960 in Schwerte a. d. Ruhr) ist ein deutscher römisch-katholischer Priester, Theologe sowie Neutestamentler.

## Leben
Knut Backhaus studierte Philosophie und Katholische Theologie und war von 1985 bis 1986 Wissenschaftlicher Mitarbeiter am Lehrstuhl für Exegese des Neuen Testaments an der Theologischen Fakultät Paderborn. Am 21. Mai 1988 spendete ihm Erzbischof Johannes Joachim Degenhardt im Paderborner Dom die Priesterweihe.
1989 wurde er an der Theologischen Fakultät Paderborn zum Dr. theol. promoviert. Daran schloss sich von 1990 bis 1994 das Habilitationsstudium am Seminar für Exegese des Neuen Testaments der Katholisch-Theologischen Fakultät der Westfälischen Wilhelms-Universität Münster. Dort war er ab 1991 wissenschaftlicher Mitarbeiter. Im Jahr 1994 übernahm er die Lehrstuhlvertretung für Exegese des Neuen Testaments an der Theologischen Fakultät Paderborn. Ebenfalls im Jahr 1994 erfolgte seine Habilitation mit venia legendi für Exegese des Neuen Testaments und eine Tätigkeit als Privatdozent in Münster.
Von 1994 bis 2003 war er ordentlicher Professor der Exegese des Neuen Testaments an der Theologischen Fakultät Paderborn, wo er von 2000 bis 2002 zudem das Rektorat innehatte. Im Frühjahr 2003 folgte der Ruf auf die Professur für Exegese des Neuen Testaments und Biblische Hermeneutik an die Katholisch-Theologische Fakultät der Ludwig-Maximilians-Universität München (LMU). Von 2011 bis 2013 hatte er das Amt des Dekans inne.
Seit dem 1. März 2010 wirkt er zudem als Priester in Kirchdorf an der Amper.

## Wirken
Unter anderem war Backhaus Mitarbeiter am Corpus Judaeo-Hellenisticum Novi Testamenti und an der Revision der Einheitsübersetzung der Bibel. Er ist Mitherausgeber des Evangelisch-Katholischen Kommentars (EKK), der Zeitschrift für die Neutestamentliche Wissenschaft und die Kunde der älteren Kirche (ZNW), Beihefte zur Zeitschrift für die neutestamentliche Wissenschaft (BZNW) und von Herders Biblische Studien (HBS).
Den Hauptschwerpunkt seiner exegetischen Arbeit bildet derzeit das lukanische Doppelwerk, vor allem die Apostelgeschichte. Zu seinen weiteren Forschungsschwerpunkten zählen Johannes der Täufer, der Hebräerbrief und die Johannes-Offenbarung. Im Bereich der Biblischen Hermeneutik stehen die wirkungsgeschichtliche Perspektive und die interdisziplinären Bezüge in die Kunst, Literatur, Musik und den Film in seinem Blick.
Papst Franziskus berief ihn am 18. Oktober 2014 für eine Amtszeit von fünf Jahren zum Mitglied der Päpstlichen Bibelkommission und verlängerte seine Mitgliedschaft am 15. Dezember 2020 um weitere fünf Jahre. Darüber hinaus ist er unter anderem Mitglied im Beirat der Görres-Gesellschaft zur Pflege der Wissenschaft und des Conseil Scientifique der École Biblique et Archéologique Française de Jérusalem. Er war Mitglied der Glaubenskommission der Deutschen Bischofskonferenz und der Fachkommission „Theologie“ der Deutschen Forschungsgemeinschaft.

## Werke (Auswahl)
- Der sprechende Gott. Gesammelte Studien zum Hebräerbrief (= Wissenschaftliche Untersuchungen zum Neuen Testament, 240). Mohr Siebeck, Tübingen 2009, ISBN 978-3-16-150027-5.
- Der Hebräerbrief (= Regensburger Neues Testament). Pustet, Regensburg 2009, ISBN 978-3-7917-2208-5.
- Religion als Reise. Intertextuelle Lektüren in Antike und Christentum (= Tria Corda, 8). Mohr Siebeck, Tübingen 2014, ISBN 978-3-16-153253-5.
- Die Entgrenzung des Heils. Gesammelte Studien zur Apostelgeschichte (= Wissenschaftliche Untersuchungen zum Neuen Testament, 422). Mohr Siebeck, Tübingen 2019, ISBN 978-3-16-154687-7.
- Das lukanische Doppelwerk. Zur literarischen Basis frühchristlicher Geschichtsdeutung (= Beihefte zur Zeitschrift für die neutestamentliche Wissenschaft, 240). De Gruyter, Berlin 2022, ISBN 978-3-11-060291-3, doi:10.1515/9783110770506.